# Offensive de Rakhine (2023-2025)
Guerre civile de 2021-2023 en Birmanie
Batailles
- Conflit armé birman
- Coup d'État de 2021 en Birmanie
- Manifestations de 2021-2022 en Birmanie
  - Mort de Mya Thwe Thwe Khine (en)
  - Mort de Kyal Sin (en)

- Chin (en)
- Zone sèche (en)
- État de Rakhine (en)

- Tentative d'assassinat de Bai Yingneng (en)
- Alaw Bum
- Kalay
- Thapyayaye
- Taze (en)
- Naungmon (en)
- Thaw Le Hta
- Mindat (en)
- Muse (en)
- Mandalay (en)
- Myin Thar (en)
- Myawaddy (en)
- Route nationale 8
- 1re Loikaw (en)
- 1re Demoso

- Kachinthay (en)
- Lay Kay Kaw (en)
- Hnan Khar (en)
- Rivière Chindwin (en)
- 2e Demoso (en)
- 2e Loikaw (en)
- Thantlang
- Pekon (en)
- Khin-U (en)
- Assassinat de Ohn Thwin
- Kawkareik
- Ti Bwar

- Konarpara (en)
- Mese (en)
- Shwe Kokko
- Kanaung
- Taungthaman (en)

- 1027
  - Chinshwehaw (en)
  - Namhsan (en)
  - Laukkai
  - Kaladan
  - Lashio
- 3e Loikaw (en)
  - 1107
- Kyindwe (en)
- Kachin (en)
  - Bhamo (en)
- Myawaddy
- Rakhine
  - Ann
  - Maungdaw
- Confrérie Chin (en)
  - Falam
- Assassinat d'Ashin Munindabhivamsa (en)
- Budalin
- Myingyan (en)
- Ngape (en)
- Katha (en)

- Hlaingthaya
- Pégou
- Tabayin (en)
- Mo So
- Mon Taing Pin (en)
- Let Yet Kone
- Meurtre de Saw Tun Moe
- Hpakant
- Tar Taing
- Pazigyi
- Pinlaung
- Laiza
- Buthidaung
- Byian Phyu

L'offensive de Rakhine débute le 13 novembre 2023 lorsque l'Armée d'Arakan (AA), un groupe de résistance ethnique actif dans la guerre civile en Birmanie, lance une offensive militaire contre la junte militaire birmane dans l'État de Rakhine et dans le sud de l'État Chin. Les combats commencent en même temps que le lancement de l'opération 1027, à laquelle l'Armée d'Arakan, en tant que membre de l'Alliance des Trois Fraternités, participe également. L'offensive rompt un cessez-le-feu informel entre l'Armée d'Arakan et la junte en place depuis un an. Au cours de l'offensive, l'Armée d'Arakan capture plusieurs villes du nord de Rakhine, dont Mrauk U, la capitale du district de Mrauk-U et la capitale historique de l'Arakan. Ces gains lui donne le contrôle total de la majeure partie du nord de l'Arakan. L'Armée d'Arakan suit ces succès en assiégeant Sittwe, la capitale de l'État, et Ann, le siège du commandement occidental de la junte. Ils lancent également des offensives dans les régions du sud de l'État, capturant plusieurs villes et jetant le désarroi dans les forces de la junte. L'International Institute for Strategic Studies rapporte que les gains considérables de l'armée d'Arakan "sont déjà suffisants pour permettre l'autonomie d'une grande partie du territoire rakhine et pour remodeler l'équilibre général du pouvoir au Myanmar".

## Contexte
L'Armée d'Arakan et son aile civile, la Ligue unie d'Arakan, sont fondées en 2009 et deviennent rapidement l'un des groupes rebelles les plus puissants de Birmanie. Elles gagnent du territoire dans le nord de l'État de Rakhine et dans le canton de Paletwa dans le sud de l'État Chin en 2018 et combattent la Tatmadaw fin 2018 après l'entrée du gouvernement central sur leur territoire. Les combats s'intensifient jusqu'à ce que l'Armée d'Arakan annonce un cessez-le-feu unilatéral en novembre 2020 pour faciliter le vote aux élections générales de 2020.
Après la résurgence de la guerre civile en 2021, l'Armée d'Arakan se concentre davantage sur l'expansion de ses capacités administratives. Cependant, au cours de la saison de la mousson de 2022, le cessez-le-feu est rompu. L'attention de l'armée étant détournée vers la résistance croissante ailleurs et le soutien populaire croissant à une alliance avec le Gouvernement d'unité nationale (NUG), l'AA cherche à étendre son influence dans le sud de l'Arakan.
Le 26 novembre 2022, l'Armée d'Arakan et la junte conviennent d'un cessez-le-feu temporaire négocié par Yōhei Sasakawa de la Nippon Foundation. Les porte-parole de l'Armée d'Arakan affirment qu'ils ont accepté le cessez-le-feu pour des raisons humanitaires, par opposition à la pression internationale. L'Armée d'Arakan ne se retire pas des fortifications détenues au moment du cessez-le-feu.
Après le début de l'opération 1027, les démonstrations d'incompétence de la Tatmadaw et les gains rapides réalisés par l'Alliance des Trois Fraternités inspirent de nombreux groupes de résistance auparavant déconnectés qui commencent à travailler vers l'unité pour renverser la Tatmadaw, arrivée au pouvoir après un coup d'État en 2021. L'Armée d'Arakan, une organisation ethnique armée (EAO) composée principalement d'Arakanais qui se bat pour l'autodétermination de l'Arakan, rompt le cessez-le-feu d'un an convenu en 2022 le 13 novembre 2023 en attaquant la police des garde-frontières dans le canton de Rathedaung.
Après plusieurs mois, l'Armée d'Arakan réalise des gains rapides dans tout l'État de Rakhine et dans le sud de l'État Chin, capturant 8 des 17 communes de l'État de Rakhine, ainsi que 9 grandes villes de l'État. Malgré un large soutien à l'offensive, les rohingyas sont en conflit (en) avec l'Armée d'Arakan, de nombreuses personnes accusant la Tatmadaw de tenter d'attiser le conflit ethnique en utilisant plusieurs EAO alignées et des manifestations.

## Déroulement

### Début de l'opération 1027
Le matin du 13 novembre 2023, l'Armée d'Arakan (AA) attaque deux postes de police des garde-frontières dans le canton de Rathedaung, rompant ainsi l'accord de cessez-le-feu de l'État de Rakhine entre la junte et l'Armée d'Arakan. Le camp de Dong Paik est capturé à 6 h 30. Le 14 novembre, la junte a déjà abandonné une quarantaine d'avant-postes dans l'État de Rakhine après les attaques de l'Armée d'Arakan, mais peu d'entre eux passent sous son contrôle immédiat. Des dizaines d'officiers de sécurité birmans se rendent à l'Armée d'Arakan le lendemain.
La nuit suivante, l'Armée d'Arakan lance une attaque sur Pauktaw (en), s'emparant du commissariat de police du canton. Le lendemain matin, l'Armée d'Arakan prend le contrôle de la ville. La junte envoie deux hélicoptères de combat et un soutien naval pour riposter, notamment sur des habitations civiles, avec des tirs de mitrailleuses lourdes. La proximité de Pauktaw avec la capitale de l'État de Rakhine, Sittwe, constitue une menace pour la junte. Les forces de la junte arrêtent une centaine d'habitants qui ne sont pas en mesure de fuir et se positionnent pour encercler la ville, utilisant deux navires de la marine pour bloquer le port.
Le 14 novembre, l'Armée d'Arakan lance une offensive dans le canton de Paletwa, à la frontière entre les États Chin et de Rakhine. L'Armée d'Arakan accuse la Tatmadaw d'avoir utilisé des armes chimiques au cours des combats qui suivent. Le 6 décembre, l'Armée d'Arakan annonce qu'elle a capturé une importante base militaire dans la ville.
Le 8 janvier 2024, l'Armée d'Arakan poursuit l'opération 1027 et capture la base de Taung Shey Taung et ses 200 soldats de la junte dans le canton de Kyauktaw, dans l'État de Rakhine. Ils intensifient ensuite leur offensive dans le canton de Paletwa, dans l'État Chin, dans le but de capturer Paletwa (en), une ville stratégique pour le projet de transport multimodal de transit indo-birman Kaladan (en). Le 15 janvier, l'Armée d'Arakan s'empare de Paletwa et de l'ensemble du canton, le déclarant "zone sans conseil militaire",. Une semaine plus tard, l'Armée d'Arakan capture la ville de Pauktaw dans l'État de Rakhine, mettant fin à une bataille de trois mois.
Le 17 janvier 2024, le camp de Taingen sur la route de Falam menant à la frontière indienne est capturé, les forces de résistance chins saisissant des armes et des munitions. Le 20 janvier 2024, après que plus de 600 soldats de la junte et réfugiés traversent la frontière entre l'Inde et la Birmanie, le gouvernement indien annonce un plan visant à clôturer toute la frontière.

### Chute de Mrauk U

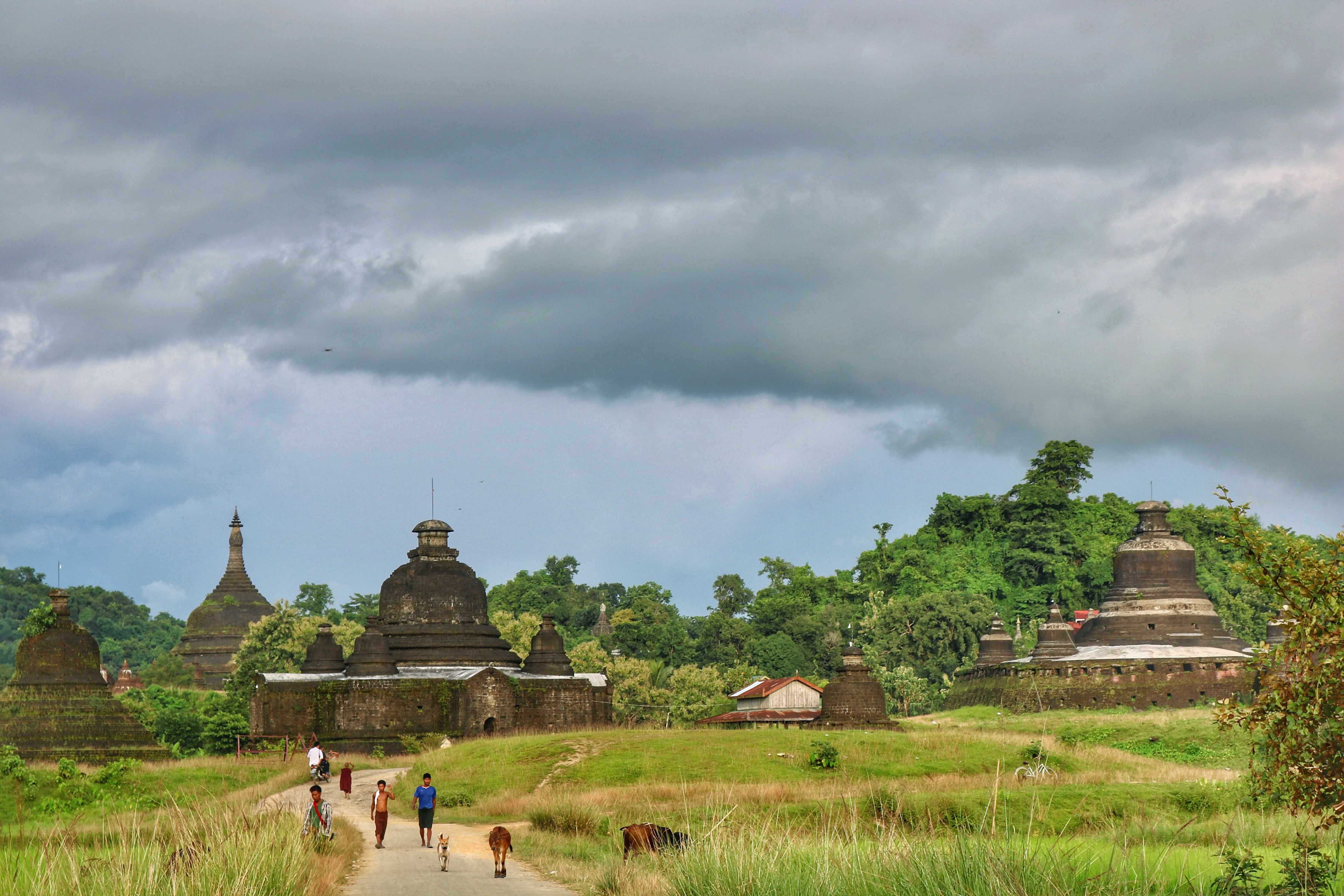
Temples antiques de Mrauk U en 2017.

L'Armée d'Arakan capture la plupart des bases restantes de la Tatmadaw à Minbya (en) le 6 février, prenant presque le contrôle total du canton. Le même jour, l'Armée d'Arakan s'empare de l'avant-poste de la junte de Taung Pyo le long de la frontière avec le Bangladesh dans le canton de Maungdaw. L'Armée d'Arakan capture Kyauktaw (en) le lendemain et continue les combats à Mrauk U et Ramree (en).
Le 7 février, l'Armée d'Arakan prend le contrôle du canton de Minbya après avoir capturé les deux derniers quartiers généraux de bataillons militaires du canton. Le colonel Min Min Tun, commandant de la 11e division d'infanterie légère de la Tatmadaw, est tué lors d'une bataille à la base du 377e bataillon d'infanterie légère dans le canton de Mrauk-U.
Le 9 février, la Tatmadaw abandonne Myebon pour renforcer Kyaukpyu, abandonnant des munitions dans sa course et abandonnant le canton de Mrauk-U, dans le sud du pays. Le même jour, l'AA prend la ville de Mrauk U, complétant son contrôle sur le canton. Au cours de la bataille, trois péniches de débarquement de la marine birmane sont coulées,. En réponse à la prise des trois villes, la junte fait sauter des ponts dans le canton de Kyauktaw et dans la capitale de l'État, Sittwe.
Lors d'une tentative d'évacuation de la ville de Kyauktaw par la junte, trois navires de débarquement sont coulés le même jour, entraînant la mort de 700 à 900 soldats de la junte en retraite et de leurs familles,. Selon une déclaration de l'Armée d'Arakan, les rebelles sauvent le général de brigade Zaw Min Tun, commandant du 9e commandement des opérations militaires, et certains de ses soldats de la rivière.
L'Armée d'Arakan annonce le 30 janvier qu'elle se bat pour chasser la junte de la ville côtière de Ramree, dans l'État de Rakhine. La junte bombarde la ville à partir de canonnières pendant des semaines avant le début des combats. 8 000 habitants de la ville sont déplacés en raison des combats. L'AA affirme que les forces du régime ont utilisé des armes chimiques pour défendre la ville, une affirmation que la junte dément.
Le 15 février, l'Armée d'Arakan s'empare de Myebon et intensifie ses assauts sur Ramree. Ces assauts tuent environ 80 renforts de la junte entre le 24 et le 26 février. Le 28 février, l'Armée d'Arakan capture le dernier avant-poste de la junte dans le canton de Minbya, prenant le contrôle total du canton.

### Poursuite des offensives dans le nord
Le 5 mars, l'Armée d'Arakan capture la ville de Ponnagyun (en) et ses environs. Au cours de la bataille, des navires de guerre et des avions de chasse de la junte bombardent la ville, détruisant finalement le pont Zay Ti Pyin reliant Ponnagyun à Rathedaung (en). L'Armée d'Arakan déclare qu'elle poursuit ses assauts sur les cantons de Rathedaung et de Buthidaung. La capture de Ponnagyun est importante car elle se trouve à seulement 33 kilomètres au nord-est de la capitale régionale, Sittwe, et permet à l'Armée d'Arakan de menacer la ville. Le commandant tactique de la Tatmadaw, le colonel Myo Min Ko Ko, et le major Saw Htwe sont tués à Ponnagyung.
Le 12 mars, après 85 jours de combats, l'Armée d'Arakan capture la ville de Ramree. Dans le canton de Maungdaw, l'AA capture également un avant-poste frontalier, forçant 179 soldats de la junte à fuir vers le Bangladesh voisin. Le 17 mars, l'Armée d'Arakan capture la ville de Rathedaung, coupant Sittwe du nord de l'État de Rakhine. L'AA affirme que la junte a utilisé des rohingyas enrôlés de force comme boucliers humains lors de sa défense infructueuse de la ville,.
Le 15 avril, l'Armée d'Arakan et l'Armée du salut des Rohingya de l'Arakan (ARSA) s'affrontent dans le canton de Buthidaung, tuant 25 rohingyas. Un habitant rapporte que la Tatmadaw et l'ARSA se battent ensemble lors des affrontements. L'Armée d'Arakan annonce le 18 mai qu'elle a pris le contrôle total de Buthidaung, capturant les dernières positions de la junte dans la région. L'Armée d'Arakan déclare que les affrontements se poursuivent avec les forces de la junte et les groupes armés rohingyas à l'extérieur de la ville. Douze civils rohingyas sont tués dans une frappe aérienne de la junte le 17 mai, et le même jour, l'Armée d'Arakan bombarde une école avec des drones où des civils rohingyas se sont réfugiés, tuant 18 personnes et en blessant environ 200 autres. Après la chute de Buthidaung, de grandes parties de la ville et des villages environnants sont systématiquement incendiés. Des témoins et des organisations internationales accusent l'Armée d'Arakan d'avoir mené des représailles contre les rohingyas, en leur ordonnant de quitter leurs maisons avant de les réduire en cendres. L'Armée d'Arakan nie toute implication dans l'attaque, imputant les incendies aux bombardements de la junte au cours de la bataille,.
Le 3 mai, l'Armée d'Arakan capture le quartier général de la police des garde-frontières dans le canton de Maungdaw à Kyee Kan Pyin. L'Armée d'Arakan commence à lancer des attaques sur la ville de Maungdaw le 21 mai. Le lendemain, l'AA revendique la capture du détachement de police des garde-frontières n°2 près de l'entrée de la ville.
En octobre 2024, l'Armée d'Arakan contrôle la majeure partie de la ville de Maungdaw et a mené une offensive contre le détachement de police des garde-frontières n°5, le dernier avant-poste du Conseil administratif d'État dans le canton. Le 5 octobre, il est signalé que la junte a accidentellement tué vingt de ses propres soldats lors d'une frappe aérienne qui touche le détachement.

### Offensives dans le centre et le sud de l'État de Rakhine
Le 16 février, à la suite d'affrontements avec l'Armée d'Arakan, les forces de la junte abandonnent la ville de Ma Ei, détruisant un pont menant à la ville au moment de leur départ. Les forces de l'Armée d'Arakan occupent la ville peu après et commencent des opérations de déminage,.
Le 24 mars, l'Armée d'Arakan lance une offensive sur le canton d'Ann (en) en même temps que sur Sittwe, lançant des attaques sur Ann, le quartier général du commandement occidental de la junte. Au nord d'Ann, l'Armée d'Arakan lance des attaques sur le canton voisin de Ngape dans la région de Magway. L'emplacement d'Ann est stratégiquement important car il relie l'État de Rakhine et la région de Magway via la route Minbu (en)-Ann à travers les montagnes d'Arakan et comme porte d'entrée empêchant l'AA d'attaquer le sud de l'État de Rakhine. Le 27 mars, les forces de l'Armée d'Arakan s'emparent d'un camp près du village de Ge Laung, dans le canton d'Ann. Le 2 avril, l'Armée d'Arakan annonce qu'elle capture une partie de l'autoroute Minbu-Ann, coupant Ann de la ville voisine de Padein. Au cours de ces offensives, le 10 avril, l'Armée d'Arakan se rebaptise "Armée d'Arakha" pour représenter toutes les personnes vivant dans l'État de Rakhine. Le 27 avril, l'Armée d'Arakan capture la base de Taw Hein Taung dans les collines du canton d'Ann. Le 26 juin, les habitants signalent que les combats se rapprochent de la ville proprement dite depuis la chute de la base de Taw Hein Taung, ce qui incite de nombreuses personnes à tenter de fuir les combats.
Le 13 avril, l'Armée d'Arakan commence à affronter les forces de la junte le long de la route reliant Thandwe à Taungup (en). Des affrontements intenses éclatent le 22 avril autour de la centrale hydroélectrique de Tha Htay, dans le nord du canton de Thandwe (en), entraînant la mort de "dizaines" de soldats de la junte. Le 25 avril, l'Armée d'Arakan commence à affronter les forces de la junte près de la plage de Ngapali. Le 7 juin, des affrontements éclatent entre l'Armée d'Arakan et les forces de la junte au nord de Thandwe, les combats se rapprochant progressivement de la ville au cours des jours suivants. Le 26 juin, l'Armée d'Arakan prend le quartier général du bataillon 566 de la junte, forçant les troupes militaires à se retirer vers l'aéroport de la ville (en) et les hôtels à l'intérieur de la ville. L'Armée d'Arakan annonce qu'elle a sécurisé l'aéroport le 5 juillet. Les renforts de milices amenés par le régime de toute la Birmanie, ainsi que les bombardements des navires de la marine au large, ne peuvent pas arrêter la progression continue de l'Armée d'Arakan dans son offensive. L'Armée d'Arakan affirme avoir tué plus de 400 soldats lors de son offensive pour s'emparer de la ville. Le 15 juillet, l'Armée d'Arakan prend le contrôle de la prison de Thandwe, un important bastion de la junte. Dans les jours suivants, elle réussit à consolider son contrôle sur la ville, repoussant les forces restantes de la junte,. Le 7 août, l'Armée d'Arakan lance une attaque contre la base navale de Maung Shwe Lay à l'extérieur de Thandwe. Le 30 août, l'Armée d'Arakan réussit à pénétrer dans la base après des affrontements au cours des semaines précédentes. La base navale tombe aux mains de l'Armée d'Arakan le 5 septembre.
Le 15 juin, l'Armée d'Arakan lance une offensive pour s'emparer de la ville de Taungup. De violents combats éclatent autour de l'université de Taungup, où est stationné un bataillon d'artillerie de la junte, et des affrontements sont également signalés dans les quartiers du centre-ville. Des frappes aériennes de représailles de la junte touchent des zones civiles. Des bombardements des forces de la junte endommagent également des parties de l'université. Le 18 juin, l'administrateur général de la ville, ainsi qu'un autre fonctionnaire de la ville, sont arrêtés par la junte alors qu'ils tentent de fuir les combats vers Rangoun. Le 20 juin, l'Armée d'Arakan tend une embuscade à une colonne de soldats de la junte qui est envoyée du centre de la Birmanie pour renforcer la ville, tuant plus de 60 soldats du régime, dont un capitaine. Le 23 juin, deux civils sont blessés après avoir marché sur une mine terrestre placée par les forces de la junte. Selon certaines informations, des civils tentent de fuir Taungup mais seraient repoussés par les forces de la junte.
Le 9 août, l'Armée d'Arakan avance dans le canton le plus au sud de l'État, le canton de Gwa (en). Des affrontements sont signalés autour du pont de Chinkwin et de la ville de Kyeintali (en). Le 14 août, l'Armée d'Arakan capture la ville.
Le 12 août, Narinjara News rapporte qu'au cours de l'offensive, les forces de la junte détruisent 22 ponts dans tout l'État pour tenter d'entraver l'avancée de l'Armée d'Arakan.

#### Bataille d'Ann
Le 26 septembre, l'Armée d'Arakan lance une offensive contre les bases militaires autour d'Ann. Le 1er octobre, l'Armée d'Arakan lance une attaque contre le commandement des opérations tactiques de Mae Taung, une installation militaire près d'Ann, et capture la base le 7 octobre malgré de lourds bombardements aériens et d'artillerie. L'Armée d'Arakan a capturé plusieurs bases dans les environs au cours des semaines précédentes. Mae Taung est le deuxième commandement tactique le plus important de la région et constitue un rempart défensif important pour le quartier général du commandement occidental de la junte, situé à Ann, et sa chute ouvre la voie à l'Armée d'Arakan pour attaquer Ann même. Au cours de la bataille, la junte commence à ordonner l'évacuation des villages voisins, et mène des frappes aériennes contre des cibles civiles après la chute de la base.
Après la chute de Mae Taung, les employés du gouvernement d'Ann commencent à fuir la ville à mesure que les combats se rapprochent, tandis que les troupes de la junte commencent à restreindre les déplacements des civils. Les combats se poursuivent alors que l'Armée d'Arakan continue de s'emparer de bases militaires à l'extérieur de la ville, en capturant deux le 11 octobre. Le 12 octobre, le régime coupe les services Internet et téléphoniques dans la majeure partie de l'État de Rakhine. Les combats se poursuivent en octobre alors que l'Armée d'Arakan continue de se rapprocher de la ville, avec des affrontements dans les villages voisins,. Le 20 octobre, l'artillerie frappe l'hôpital militaire du commandement occidental, obligeant les médecins et les patients à évacuer vers l'école de la ville. L'hôpital général de la ville est également fermé en raison des combats. Selon Narinjara News, au 24 octobre, les deux tiers de la population de la ville ont fui, tandis que ceux qui restent souffrent de graves pénuries alimentaires.
Le 21 octobre, l'Armée d'Arakan commence à attaquer le quartier général du commandement occidental près de la ville. Le groupe encercle complètement la ville et occupe l'aéroport d'Ann,. L'Armée d'Arakan intensifie ses attaques contre les installations de la junte, mettant en échec les forces militaires stationnées autour du quartier général du commandement occidental. L'Irrawaddy rapporte le 28 octobre que seulement 3 000 habitants restent dans la ville. Ils signalent également que les troupes au sein du commandement occidental sont divisées, avec un groupe cherchant à se rendre tandis que d'autres souhaitent continuer à se battre. À la fin du mois d'octobre, les trois quarts des bataillons sous le commandement du commandement occidental sont tombés aux mains de l'Armée d'Arakan. Le 6 novembre, un autre des bataillons restants défendant le quartier général du commandement occidental est capturé.

## Débordement au Bangladesh
Le 3 février 2024, alors que les affrontements entre l'Armée d'Arakan et la Tatmadaw s'intensifient dans l'État de Rakhine, des obus de mortier et plusieurs balles atterrissent sur le territoire du Bangladesh, blessant des habitants locaux. Des rafales de coups de feu et des explosions répétées sont entendues de l'autre côté de la frontière entre le Bangladesh et la Birmanie, à partir d'Ukhia, à Cox's Bazar. Au moins 229 membres de la police des garde-frontières birmane (BGP) entrent au Bangladesh par le poste frontière de Tumbru pour chercher à fuir l'AA, où les gardes-frontières du Bangladesh (en) (BGB) les désarment et leur donnent refuge dans le district de Bandarban. Le 5 février 2024, une femme bangladaise et un homme rohingya meurent d'un obus de mortier tombé sur la frontière de Ghumdum à Bandarban, qui serait tiré par la Birmanie.

## Tensions ethniques avec les rohingyas
Entre le 4 et le 6 février, l'Armée d'Arakan lance des attaques contre les avant-postes de la police des garde-frontières de l'État de Rakhine (BGP) dans le canton de Maungdaw. L'Armée d'Arakan affirme par la suite que les organisations ethniques armées rohingyas (EAO), l'Armée du salut des Rohingya de l'Arakan et l'Organisation de solidarité avec les rohingyas (en) (RSO), combattent aux côtés de la BGP de l'État de Rakhine, allégations auxquelles elle ne fourni aucune preuve. Le 6 février, l'Armée d'Arakan et la RSO coopèrent dans une attaque conjointe contre l'Armée des rohingyas d'Arakan, qui a capturé un camp de la BGP le long de la frontière entre le Bangladesh et la Birmanie. Deux jours plus tard, la RSO dénonce les accusations de l'AA les qualifiant de "bengalis" entre autres. En mars, un rohingya est abattu à Sittwe. Après que l'Armée d'Arakan soit accusée, il s'avère que la fusillade est commise par l'Armée de libération de l'Arakan (en), agissant comme mandataire de la junte pour attiser les tensions ethniques.
Fin février, bien que la loi sur la conscription ne s'applique qu'aux citoyens, la junte militaire commence à enrôler des rohingyas déplacés vivant à Kyaukpyu. Le 6 mars, en réponse à ce recrutement par la junte, l'AA exhorte les rohingyas à fuir vers les zones contrôlées par l'AA malgré les relations tendues entre l'AA et les EAO rohingyas. À Buthidaung, l'ARSA forme des rohingyas pour la junte. Nay San Lwin (en), cofondateur de la Free Rohingya Coalition, déclare qu'au moins 1 000 personnes de la communauté rohingya sont emmenées par l'armée à Buthidaung, Sittwe et Kyaukpyu, et que des dizaines d'autres sont tuées alors qu'elles sont utilisées comme boucliers humains dans le canton de Rathedaung. Le 15 avril, l'Armée d'Arakan affronte l'ARSA à Buthidaung, provoquant la mort de 25 rohingyas et la fuite de 3 000 autres. L'ARSA et l'ARA combattent la Tatmadaw, où elles incendient des maisons et kidnappent des civils.

## Attaques contre les civils
Le 27 février, la junte bombarde un marché bondé de Sittwe, tuant 12 personnes et en blessant 18 grièvement. Selon les chiffres de RFA, 73 civils sont tués et 103 blessés entre le 1er et le 18 mars, la junte ayant lancé des frappes aériennes et des tirs d’artillerie sur les communautés capturées par l'armée rebelle de l'ethnie Arakan. À Myay Pon, les frappes aériennes de la junte détruisent des maisons et des écoles, tandis qu'à Mrauk-U, les attaques de drones aériens des 15 et 17 mars dans les quartiers ethniques rakhines font trois morts et huit blessés. Le secrétaire général de l'ONU, António Guterres, se dit "alarmé" par les attaques aériennes et appelle au calme.
L'armée accuse l'AA d'avoir tiré dans le quartier de Kathe à Sittwe le 9 mars, tuant sept civils. L'AA massacre plusieurs familles de militaires qui tentent de fuir Kyauktaw dans l'État de Rakhine. Cinq rohingyas sont retrouvés morts après leur arrestation par l'AA, mais le groupe nie avoir tué les hommes et déclare que c'est le résultat de la guerre entre gangs de trafiquants de drogue.

## Guerre de l'information
Une publication sur les réseaux sociaux en mars 2024 montre des rohingyas manifestant contre l'AA. Aung Kyaw Moe, membre du cabinet du NUG, écrit dans un post sur X que la junte "utilise les rohingyas comme mandataires pour protester contre l'AA à Buthidang, ce n'est pas vraiment naturel". Après de multiples manifestations organisées par des rohingyas contre l'AA, certains participants déclarent que ces manifestations sont forcées par la junte et que les résidents qui n'y participent pas seront condamnés à une amende.
Le porte-parole de l'ONU, Stéphane Dujarric, déclare que son équipe locale constate la propagation de fausses informations et de discours de haine dans le nord de l'État de Rakhine.